# Frans Tiger
Frans Johan Tiger, född 19 februari 1849 i Uleåborg i Finland, död 13 juli 1919 i Stockholm, var en svensk målare och musikdirektör.
Han var gift med Götilda Zuleima Wetter. Tiger var elev vid Musikhögskolan i Stockholm 1870–1876, och tog musikdirektörsexamen där 1876. Han var musiklärare vid Sjökrigsskolan 1876–1914 och vid Nya elementarskolan i Stockholm från 1880 samt från 1888 vid Beskowska skolan. 
Som konstnär målade han landskapsmotiv med stränder och kustmiljöer från flera platser i Sverige samt mariner. Han medverkade i konstutställningen på Valands 1886 och några av konstakademiens utställningar i Stockholm under 1880-talet samt Svenska konstnärernas förenings utställning 1898. Tiger finns representerad vid bland annat Nationalmuseum i Stockholm.  

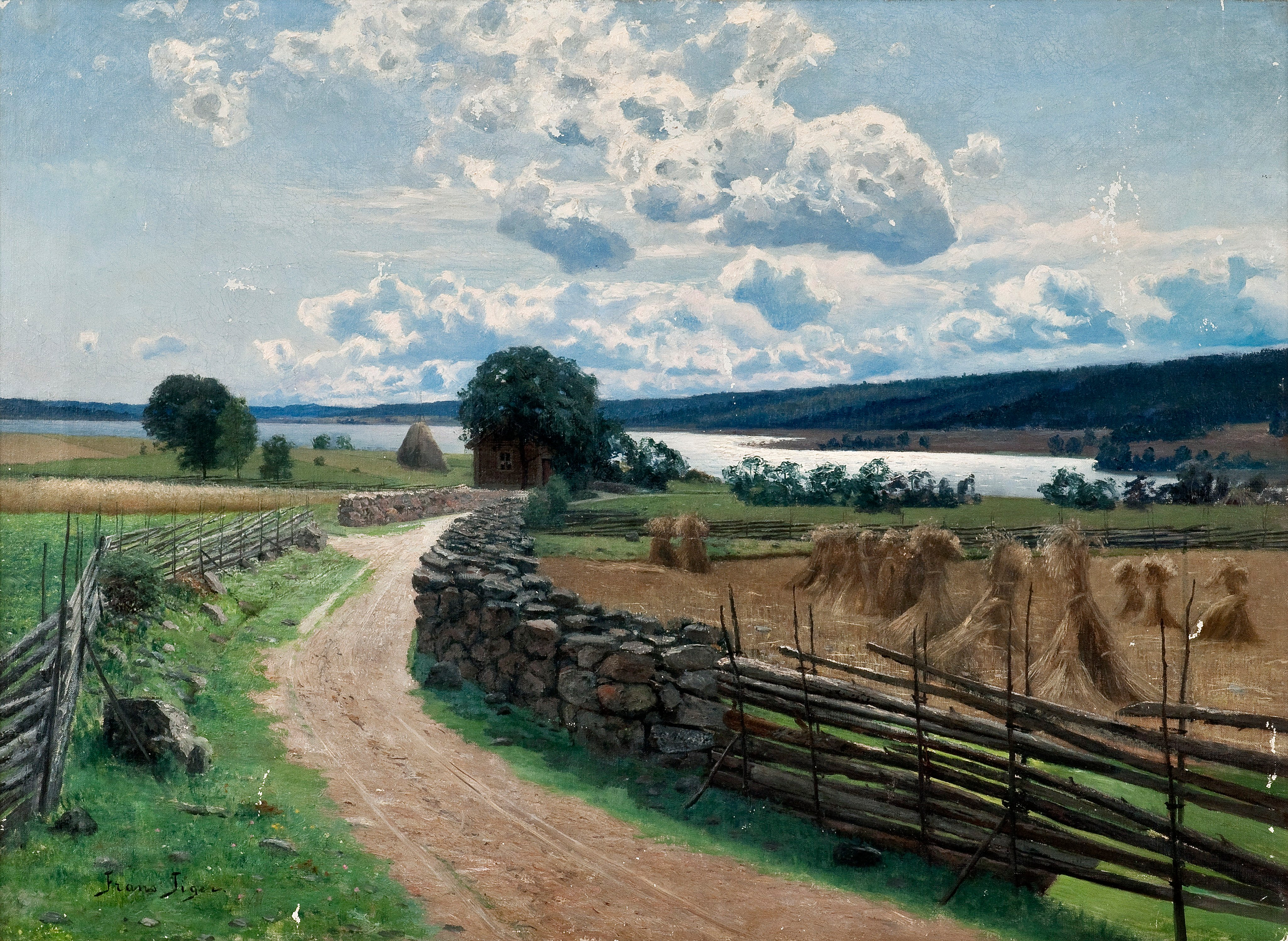
Sommardag